# Diocese de Guaranda
A Diocese de Guaranda (em latim: Dioecesis Guarandensis) é uma circunscrição eclesiástica da Igreja Católica no Equador. É uma diocese latina, sufragânea da Arquidiocese de Quito.

## História
A diocese foi erigida em 29 de dezembro de 1957 pela bula Qui iuxta do Papa Pio XII, obtendo o território da Diocese de Riobamba. O primeiro bispo da diocese foi Cándido Rada, eleito em 31 de março de 1960.
Originalmente sufragânea da Arquidiocese de Cuenca, em 11 de setembro de 1961, por meio da bula Venerabilis Fratris do Papa João XXIII, passou a fazer parte da província eclesiástica da Arquidiocese de Quito.

## Bispos
|                          | Nome                            | Período    | Notas                            |
| Bispos                   | Bispos                          | Bispos     | Bispos                           |
| ------------------------ | ------------------------------- | ---------- | -------------------------------- |
| 7º                       | Hermenegildo José Torres Asanza | 2018-atual |                                  |
| 6º                       | Skiper Bladimir Yáñez Calvachi  | 2014-2018  | Nomeado Bispo de Babahoyo        |
| 5º                       | Ángel Polibio Sánchez Loayza    | 2004–2013  | Nomeado Bispo de Machala         |
| 4º                       | Miguel Angel Aguilar Miranda    | 1991–2004  | Nomeado Bispo de Equador Militar |
| 3º                       | Raúl Holguer López Mayorga      | 1980–1990  | Nomeado Bispo de Latacunga       |
| 2º                       | Cándido Rada Senosiáin S.D.B.   | 1960–1980  |                                  |
| 1º                       | Gilberto Tapia                  | 1957–1959  |                                  |
| Bispo-coadjutor          |                                 |            |                                  |
|                          | Raúl Holguer López Mayorga      | 1974-1980  |                                  |
| Bispo-auxiliar           |                                 |            |                                  |
|                          | Raúl Holguer López Mayorga      | 1973-1974  | Elevado a Bispo-coadjutor        |
| Administrador Apostólico |                                 |            |                                  |
|                          | Marcos Aurelio Pérez Caicedo    | 2013-2014  | Bispo de Babahoyo                |